# 约瑟夫·利奥波德·西吉斯贝尔·雨果
约瑟夫·利奥波德·西吉斯贝尔·雨果（法語：Joseph Léopold Sigisbert Hugo，法語發音：[ʒozɛf leɔpɔl(d) siʒisbɛʁ yɡo]；1773年11月15日—1828年1月29日）是一位法国拿破仑时期的将军，陆军元帅。他有四个儿子，其中第三个儿子是著名作家维克多·雨果。
约瑟夫出生于法国南锡，是家中的幼子。他的父亲是军队副官，四个哥哥全都从军，本人于1787年14岁入伍。1796年，他在沙托布里扬遇到索菲·特雷布谢，次年二人在巴黎结婚。他们有三个儿子：亚伯、欧仁和维克多。1790年，约瑟夫被任命为军官，1791年任莱茵陆军长官，在莱茵河和多瑙河一带交战。后来，他受命镇压旺代省和布列塔尼的叛乱分子。从1800年到1802年，他驻扎在贝桑松，之后调往马赛，又调往巴斯蒂亚，在那里效力于当时的那不勒斯国王约瑟夫·波拿巴，与王国的叛乱者作战。1808年2月，国王任命他为上校，以抓捕并处决著名游击队领导人弗拉·迪亚沃洛。雨果跟随国王在整个半岛战争期间在西班牙服役，在那里他被任命为将军。1813年6月21日从西班牙撤退和维多利亚战役后，根据拿破仑的命令，雨果将军被降为少校。后来，在被恢复为将军，留在军队中，直到拿破仑退位，后来在百日王朝期间重新服役。1824年，51岁的约瑟夫·利奥波德·雨果被解除职务，退居布卢瓦的住所。1828年1月29日，雨果中风，享年54岁；遗体安葬在巴黎的拉雪兹神父公墓。